# Cantharellus ferruginascens
Cantharellus ferruginascens (Peter Darbishire Orton, 1969) din încrengătura Basidiomycota, în familia Cantharellaceae și de genul Cantharellus este o specie de ciuperci comestibile destul de rar întâlnită care coabitează, fiind un simbiont micoriza (formează micorize pe rădăcinile arborilor). O denumire populară nu este cunoscută. Buretele trăiește în România, Basarabia și Bucovina de Nord în grupuri în păduri cu predilecție vechi  de foioase de fag mai călduroase, luminoase și umede, precum la marginile lor, pe lângă garduri vii, unele variații însă, de asemenea, în cele mixte sub carpeni și stejari, respectiv sub brazi și molizi, pe soluri azotate, neutre, calcaroase, până la ușor acide. Timpul apariției este din iunie până în octombrie.

## Taxonomie

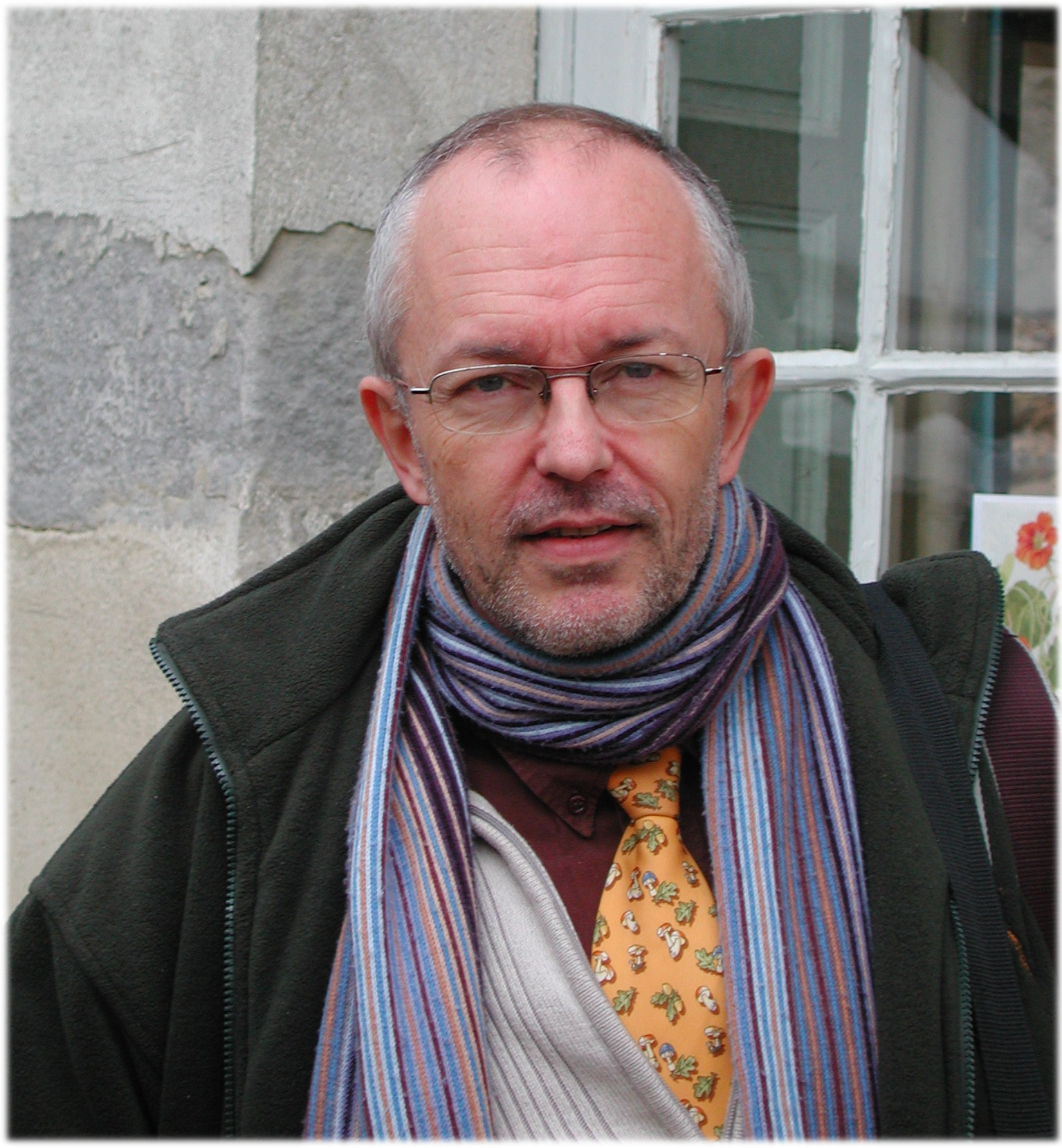
Régis Courtecuisse

Numele binomial Cantharellus ferruginascens a fost definit de micologul englez Peter Darbishire Orton în volumul 29 al jurnalului botanic Notes from the Royal Botanical Garden Edinburgh din 1969,  fiind și numele curent valabil (2025).
Sinonim obligatoriu este Cantharellus cibarius var. ferruginascens, descris de micologul francez Régis Courtecuisse (n. 1956) în 1993.
Acceptat este, de asemenea, taxonul Cantharellus cibarius var. ferruginascens creat de micologii belgieni Guillaume Eyssartier și Bart Buyck în 2001.
Denumirea Cantharellus pallens din 1997 a micologului american David Pegler conform Checklist of Basidiomycota of Great Britain and Ireland (2005) este aplicată greșit pentru această specie, numele reprezentând alta.
Epitetul specific este derivat din cuvântul latin (latină ferruginosus, -a, um=ruginiu, de culoare închisă),  datorită aspectului cuticulei și a suprafeței piciorului.

## Descriere

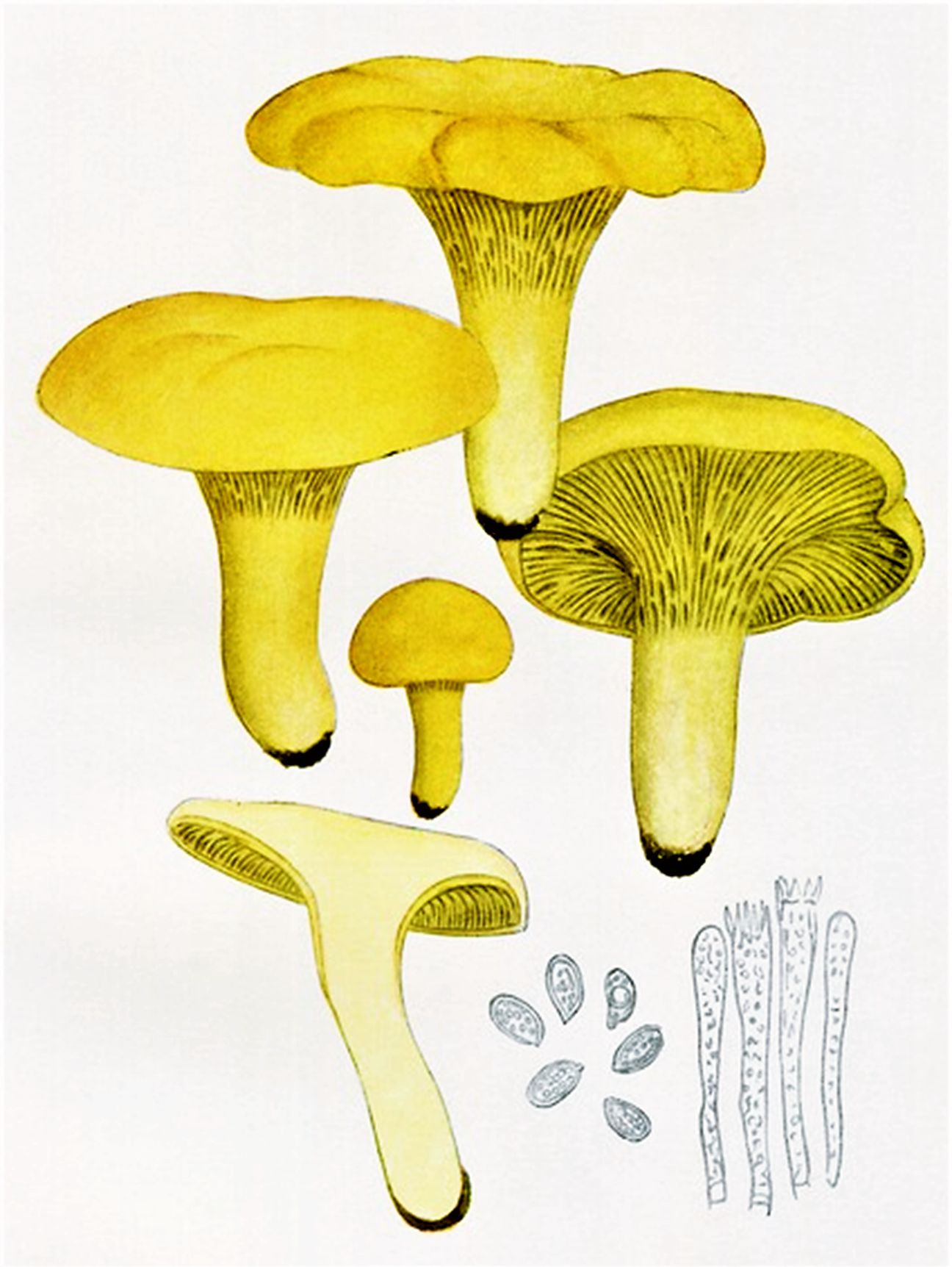
Bres.: Gălbior, similar, mai mare

- Pălăria: zveltă (mai mică decât Cantharellus cibarius), fermă, cu un diametru de 3–7 (9) cm, este inițial convexă, neregulat circulară cu marginea involută, apoi plată cu mijlocul ceva deprimat și marginea neregulată, în sfârșit în formă de pâlnie, ondulată, lobată neregulat și cu marginea curbată în sus. Cuticula care nu se poate înlătura de carnea pălăriei este netedă și fără luciu. Coloritul variază de la albicios, la galben pal, galben citrin pal până la galben ocru, cu centrul de obicei mai închis și marginea mai palidă, decolorându-se galben-portocaliu sub presiune. Corpul fructifer este foarte rar atacat de viermi.
- Himenoforul: nu are lamele ci pseudo-lamele (stinghii) sinuoase, mai mult sau mai puțin late care stau îngust și rulează radial, fiind bifurcate și decurente pe picior, cu nervuri sau pliuri neregulate legate între ele prin numeroase anastomoze. Coloritul este gălbui-crem pal care se întunecă cu vârsta.
- Piciorul:  zvelt, robust, stabil, fibros, are o înălțime de 3–5 cm și o grosime de 0,5–1,5 cm, este cilindric și plin pe interior, dar, spre bază conic, uneori cu o cavitate mică, terminând cu o mica rădăcină înconjurată de pământ. Coloritul este galben deschis, cu pete ruginii și maronii, devenind mai pal spre bază.
- Carnea: destul de robustă cu un context ceva fibros este albicioasă până la galben pal. Nu se decolorează imediat după tăiere, dar devine galben-roșiatică după 5-6 ore. Mirosul este proaspăt, fructuos, de ciuperci, iar gustul aromatic și blând, în stare crudă ușor picant și piperat. Aproape niciodată este năpădită de viermi.[3][4]
- Caracteristici microscopice: sporii lat elipsoidali până la ovali, apiculați, cu conținut granular, hialini, cu picături mici, au o mărime de (7,5) (8)-9,6 (10) x 4,5-6,6 microni. Coloritul lor este crem-gălbui deschis. Basidiile clavate și încleștate cu 4-6 sterigme fiecare măsoară până la 100 x 10 microni. Pileipellis este formată dintr-un sistem de hife monomitice, generative de până la 5 μm, cu pereți groși și articulații infibulate.[9]
- Reacții chimice: nu sunt cunoscute.

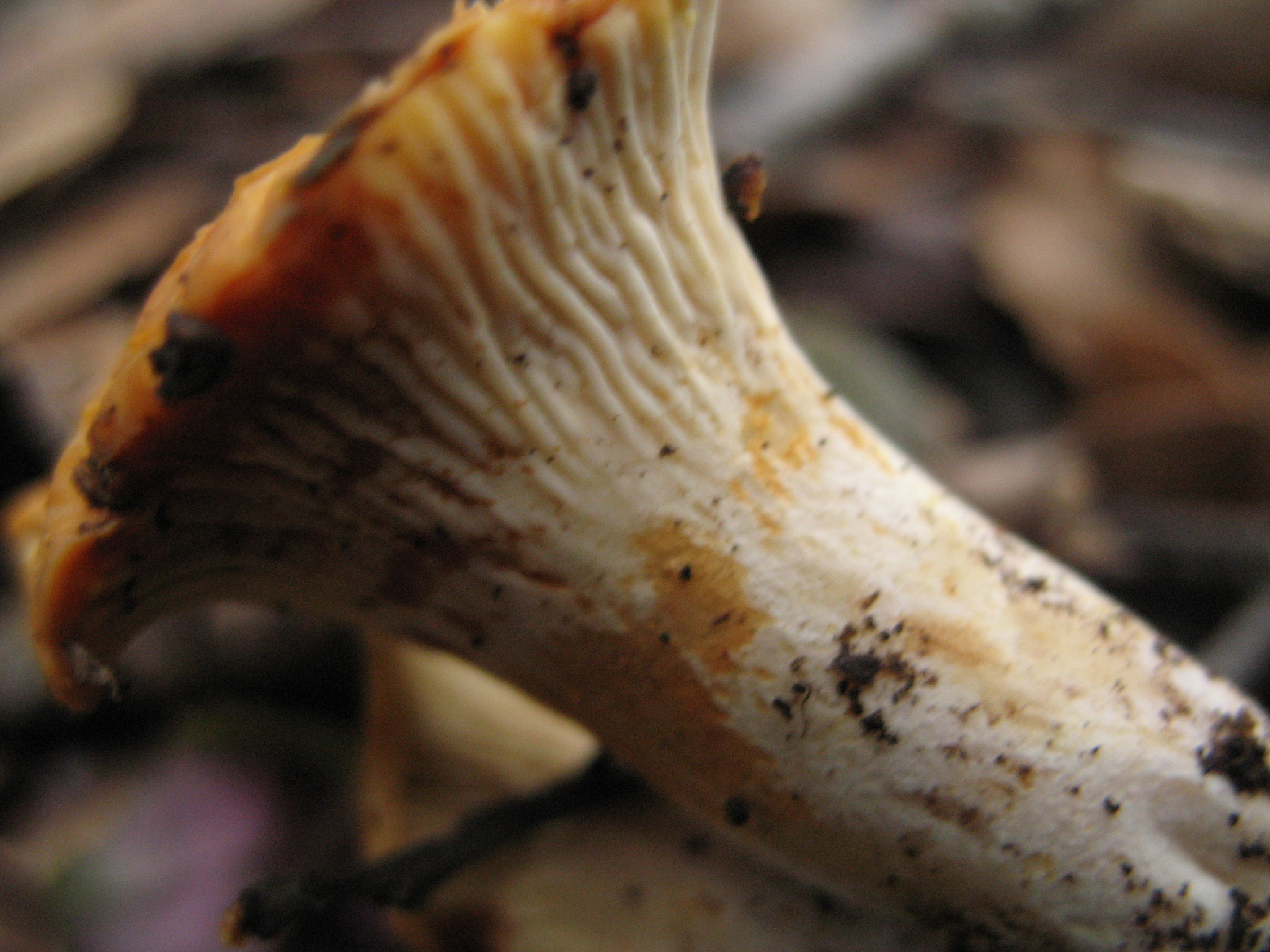
C. ferruginascens, pălărie și stinghii din apropiere
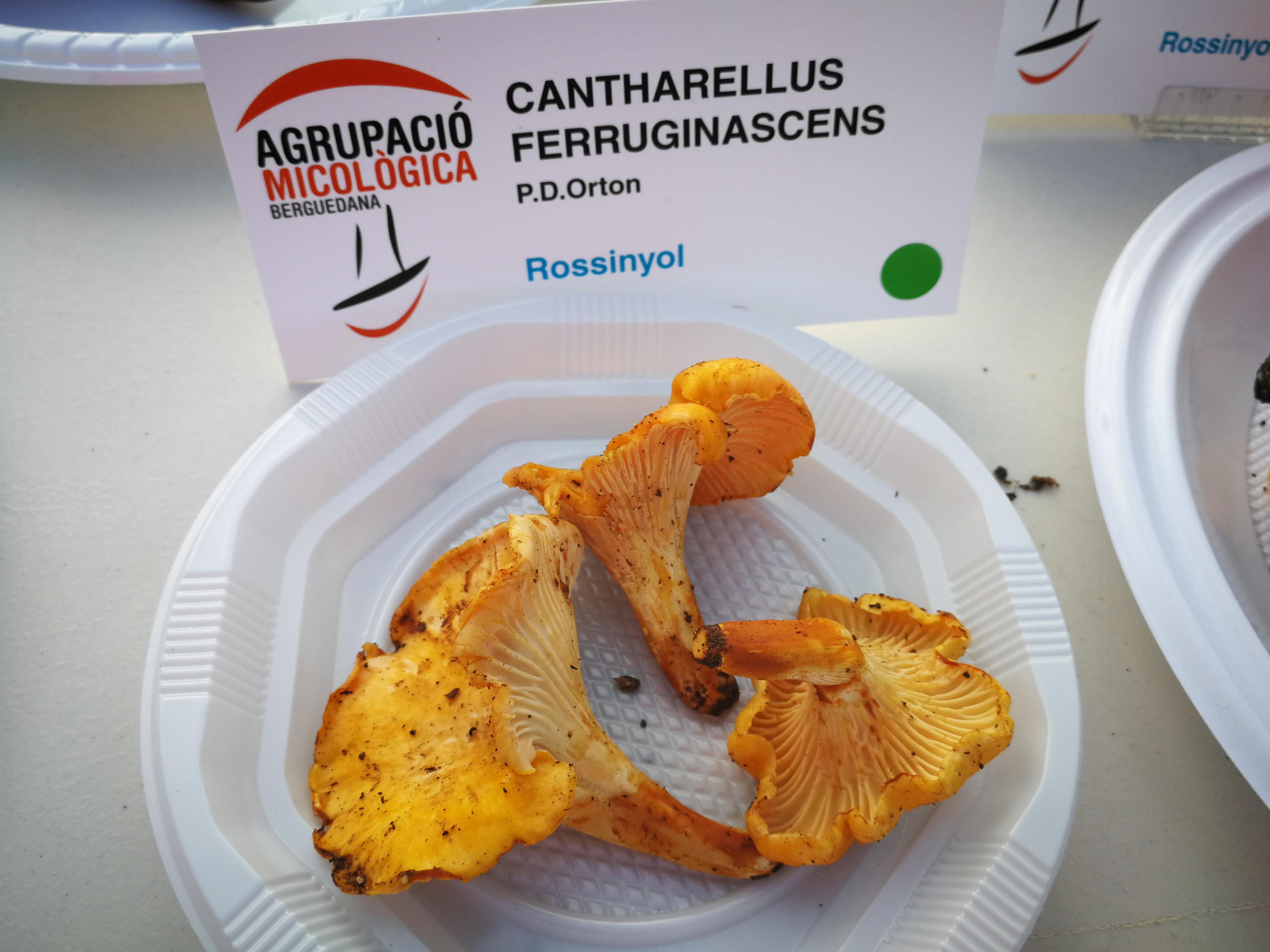
C. ferruginascens umezi, aspect general

## Confuzii
Cantharellus ferruginascens poate fi confundat în primul rând cu Cantharellus cibarius, mai departe, de exemplu cu alte specii comestibile, cum sunt Cantharellus alborufescens, Cantharellus amethysteus, Cantharellus friesii, Cantharellus ianthinoxanthus, Cantharellus pallens, Cantharellus subalbidus, Cantharellus subpruinosus, Craterellus tubaeformis precum cu Hygrophoropsis aurantiaca. Posibilă este și confuzia cu Hydnum repandum, al cărui himenofor constă din aculei.

## Specii asemănătoare în imagini

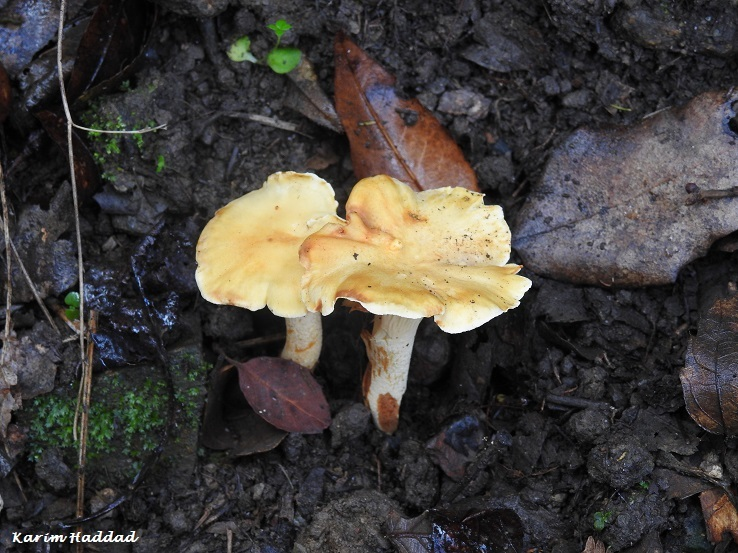
Cantharellus alborufescens
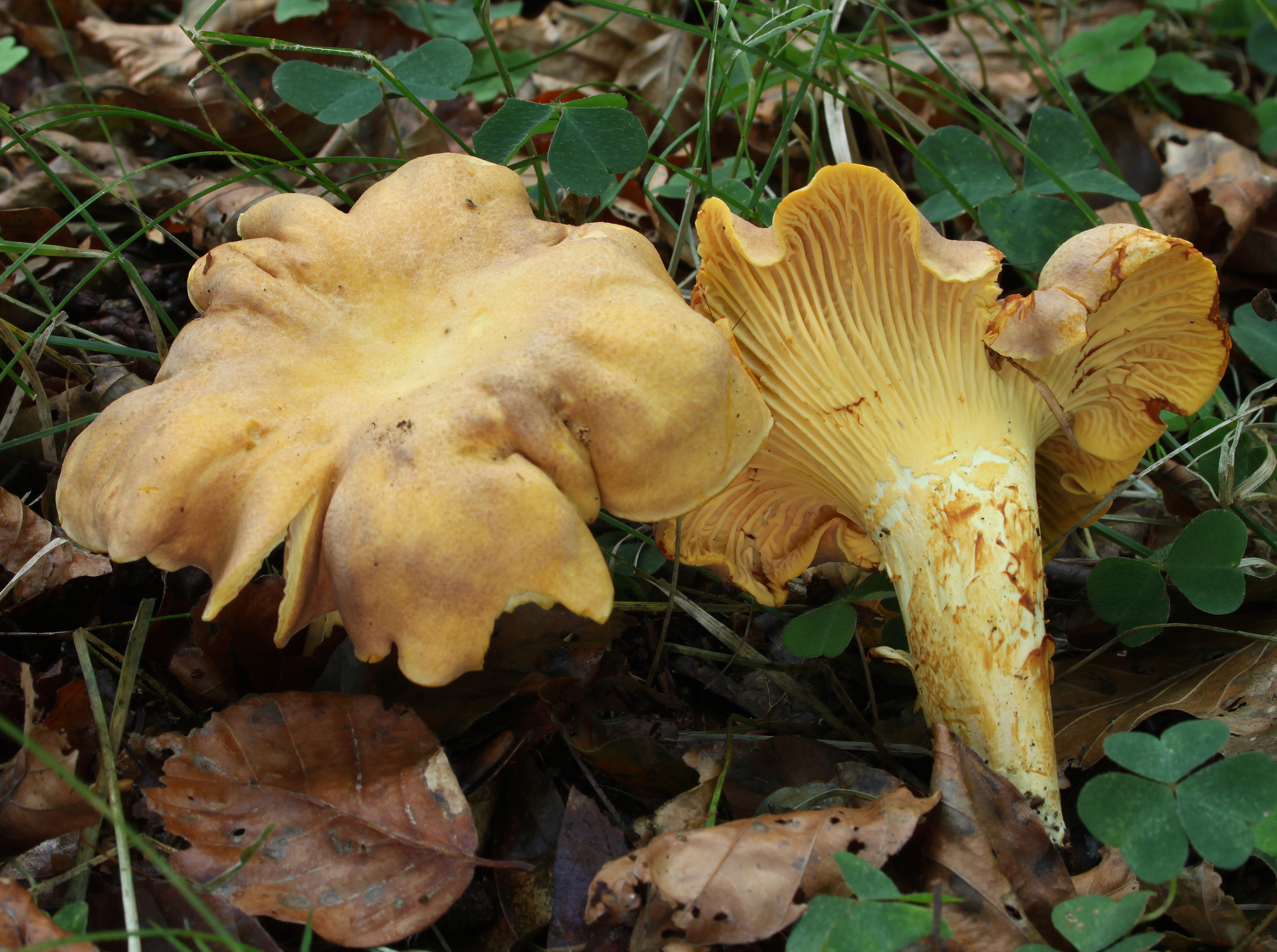
Cantharellus amethysteus
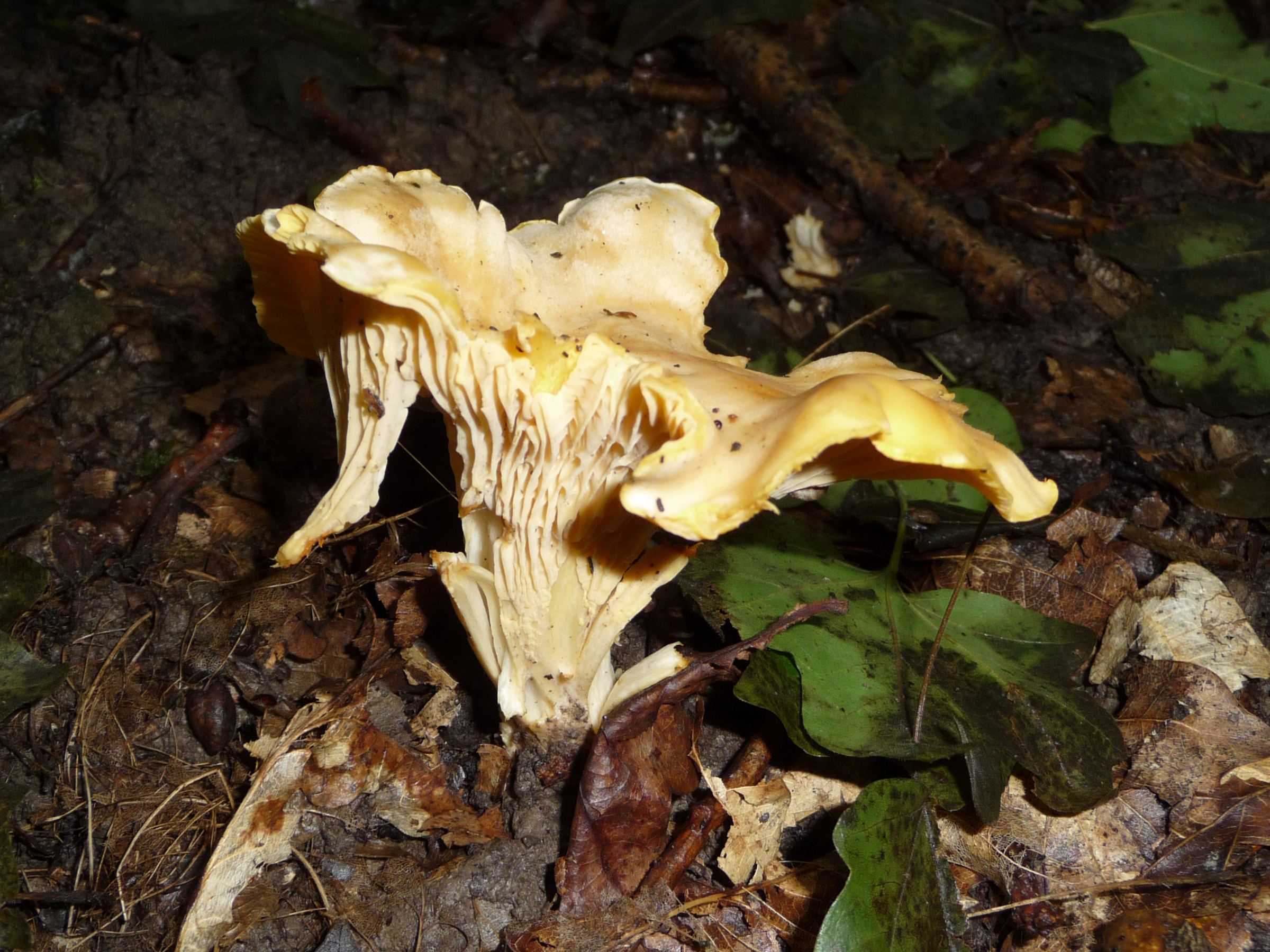
Cantharellus cibarius
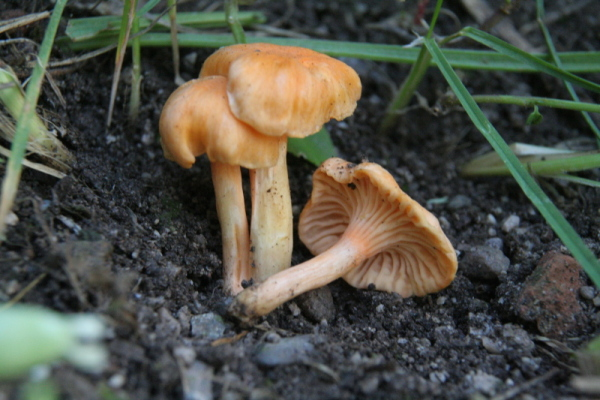
Cantharellus friesii
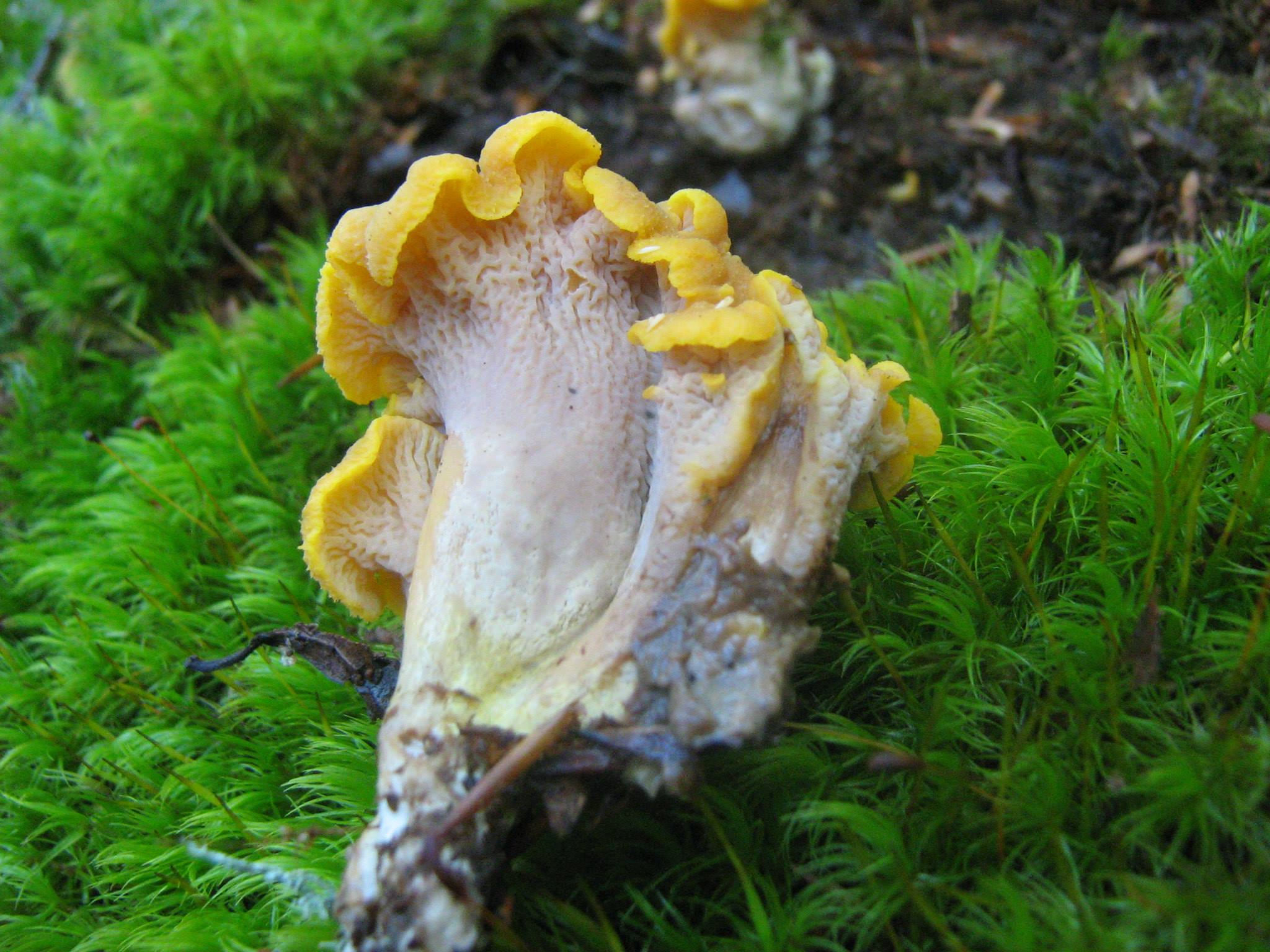
Cantharellus ianthinoxanthus
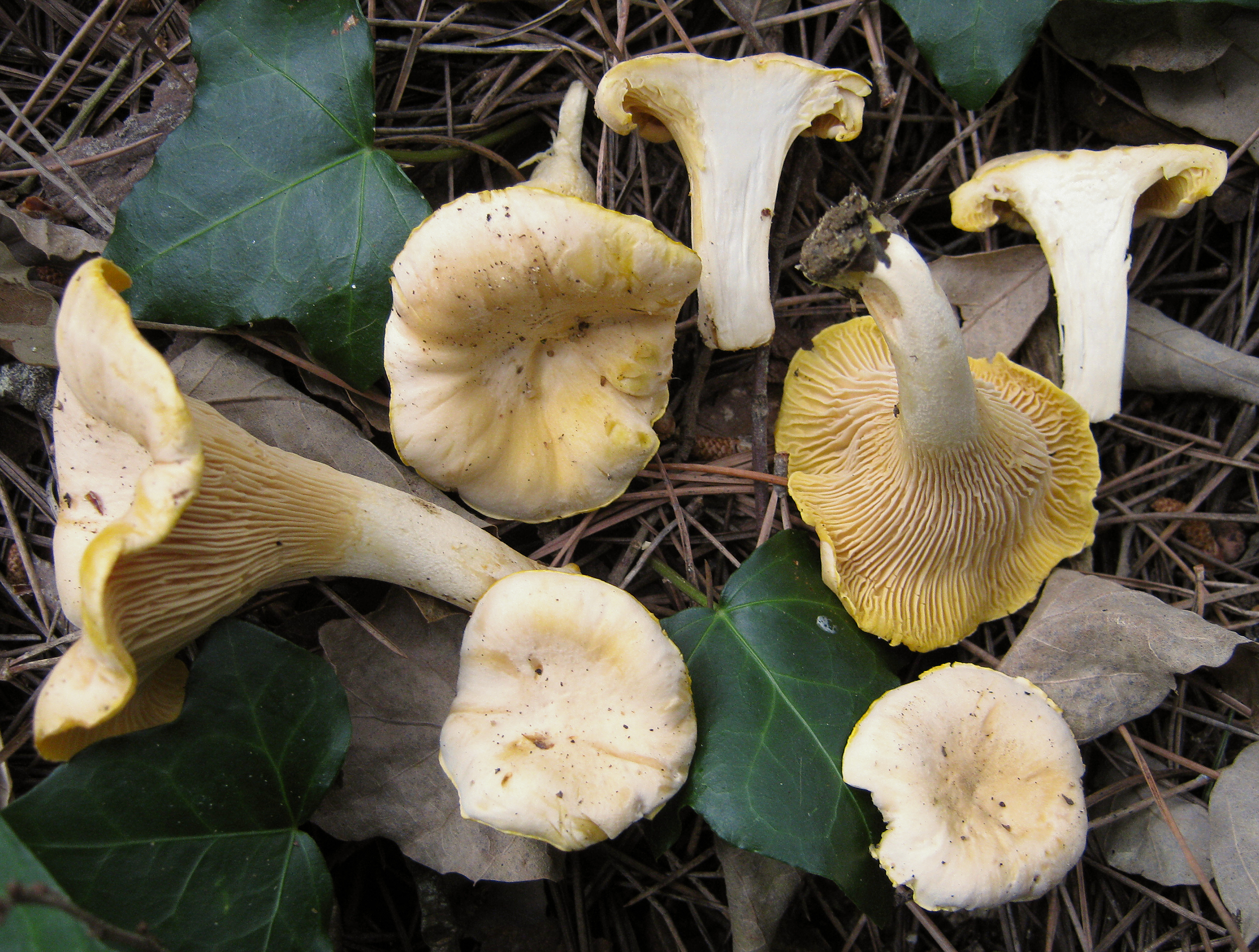
Cantharellus pallens

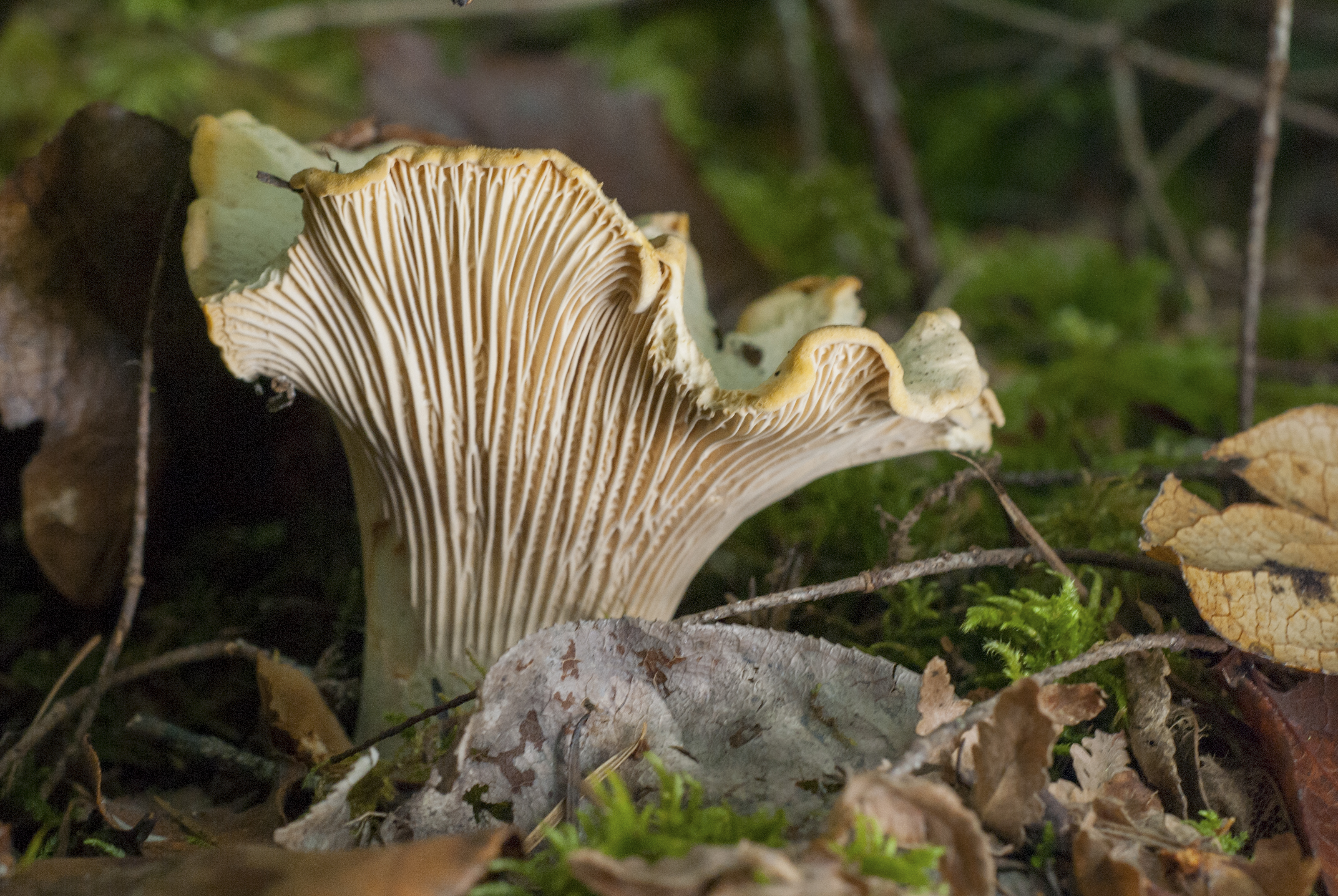
Cantharellus subalbidus
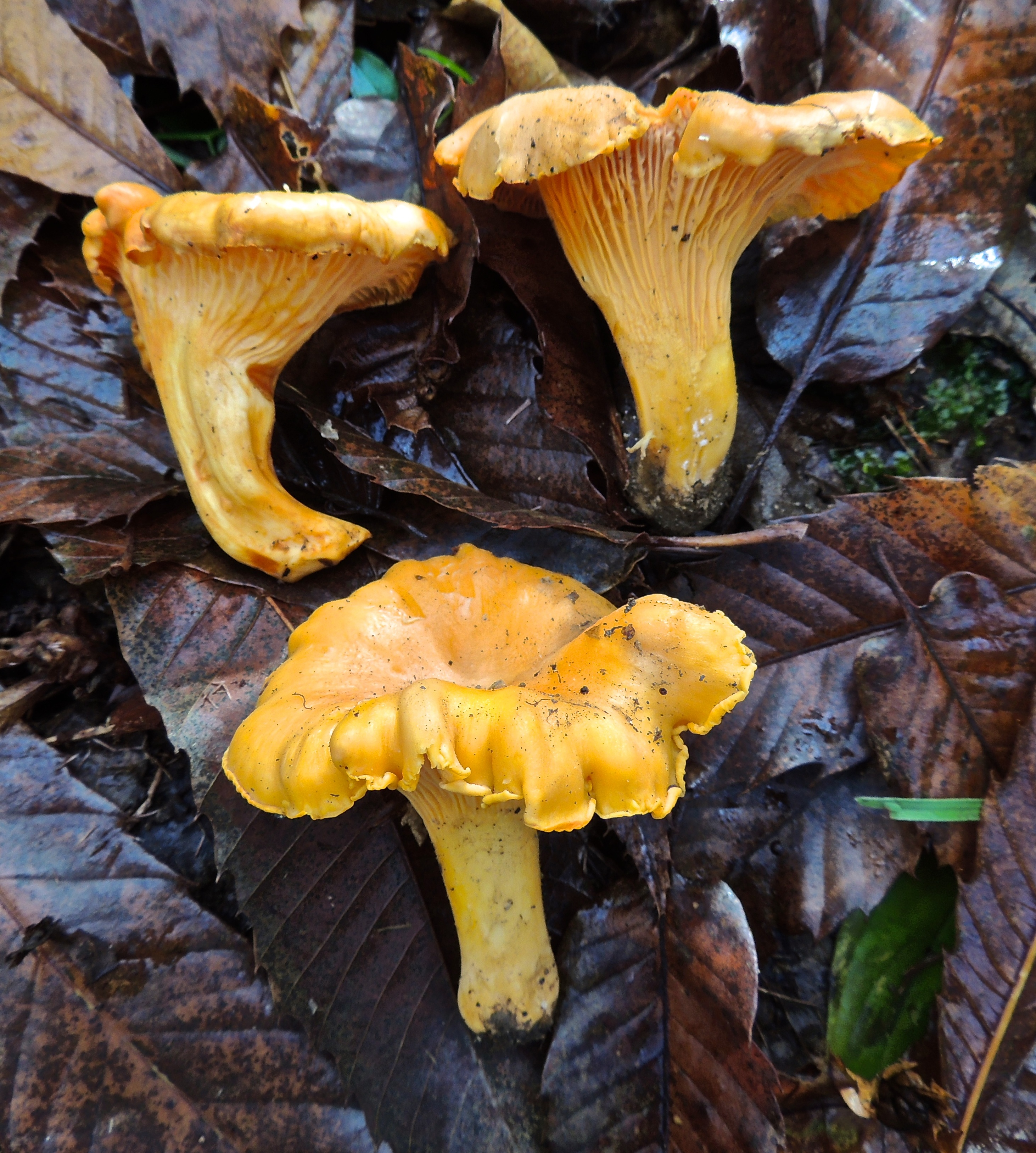
Cantharellus subpruinosus
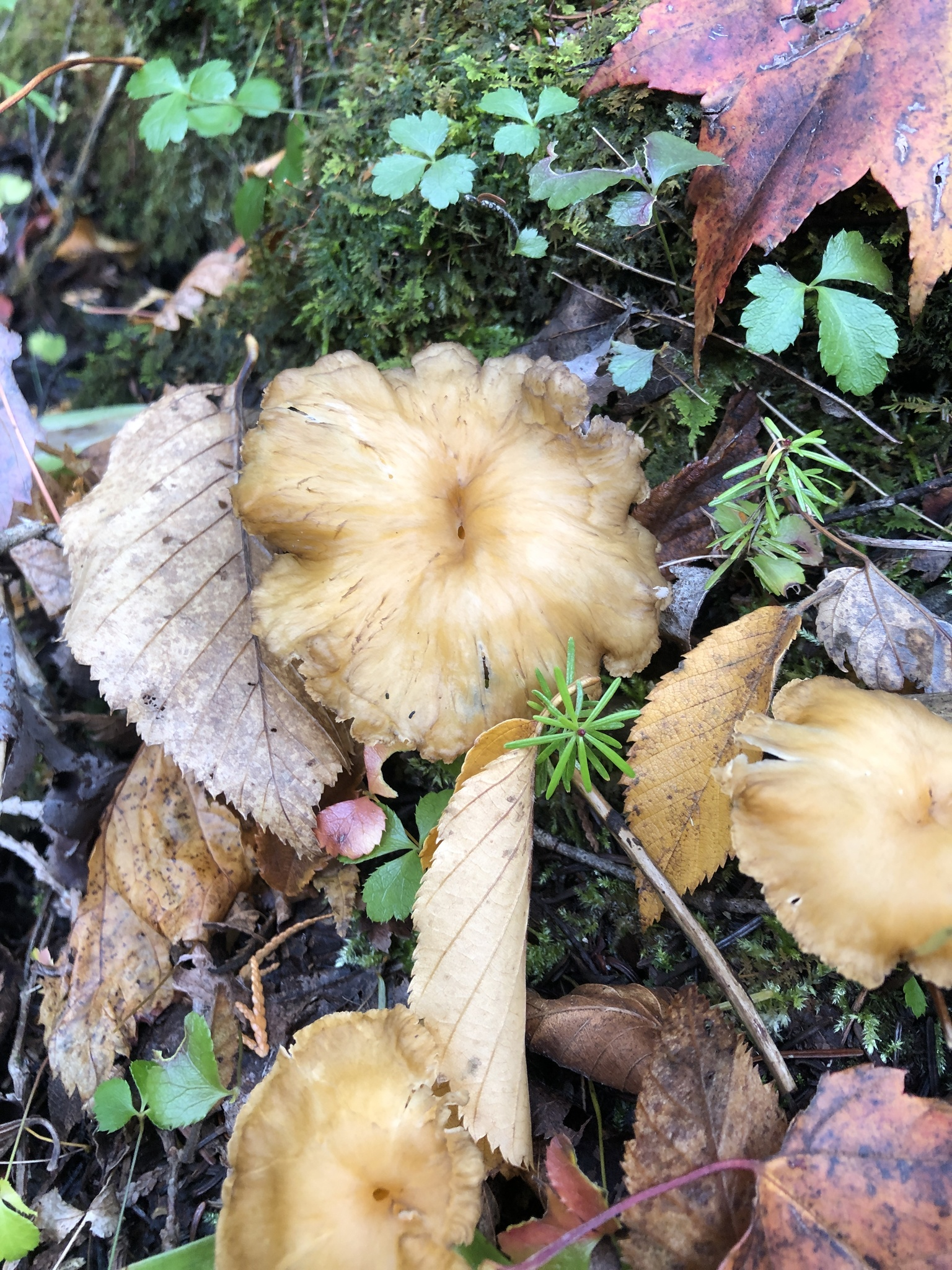
Craterellus tubaeformis
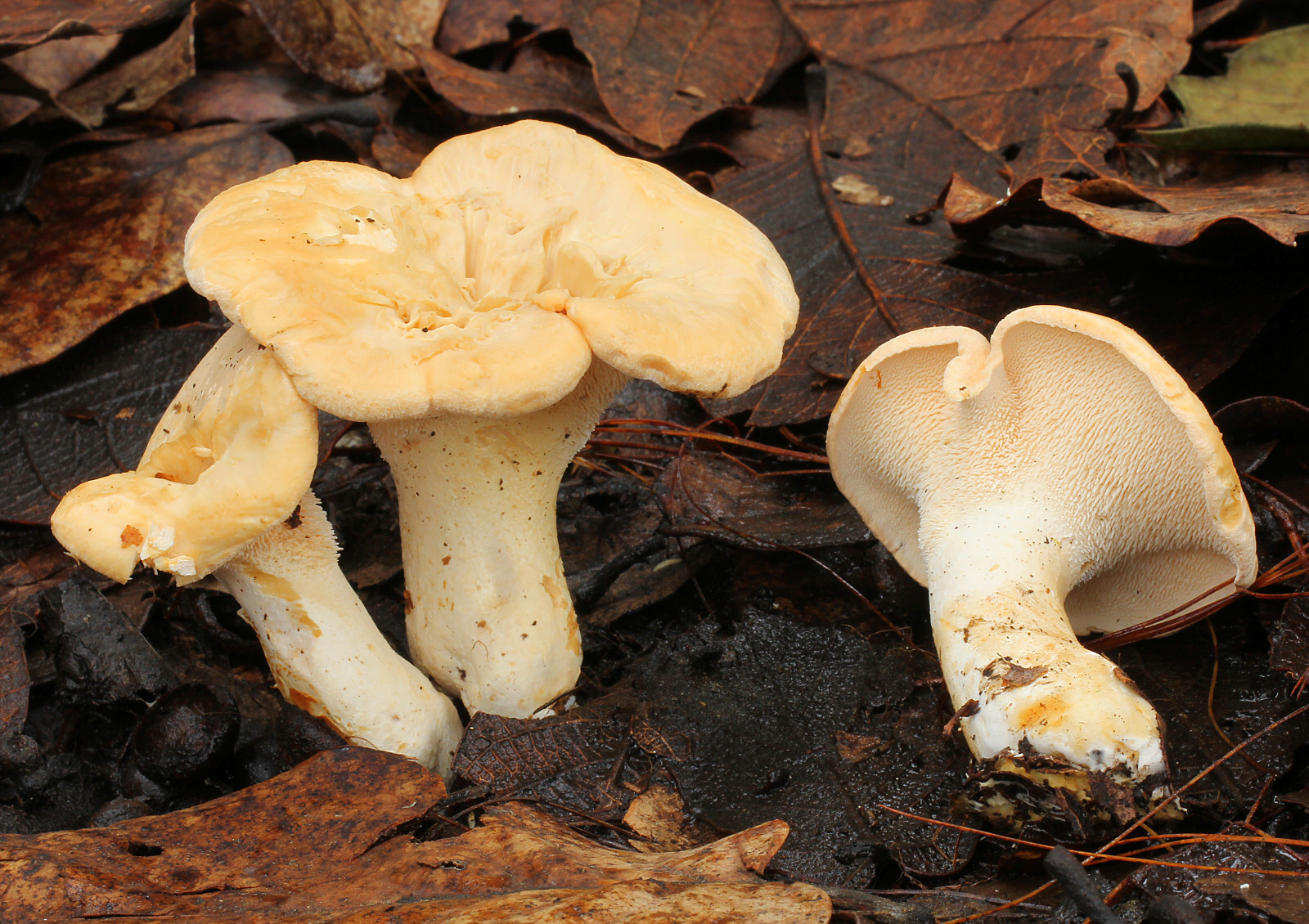
Hydnum repandum
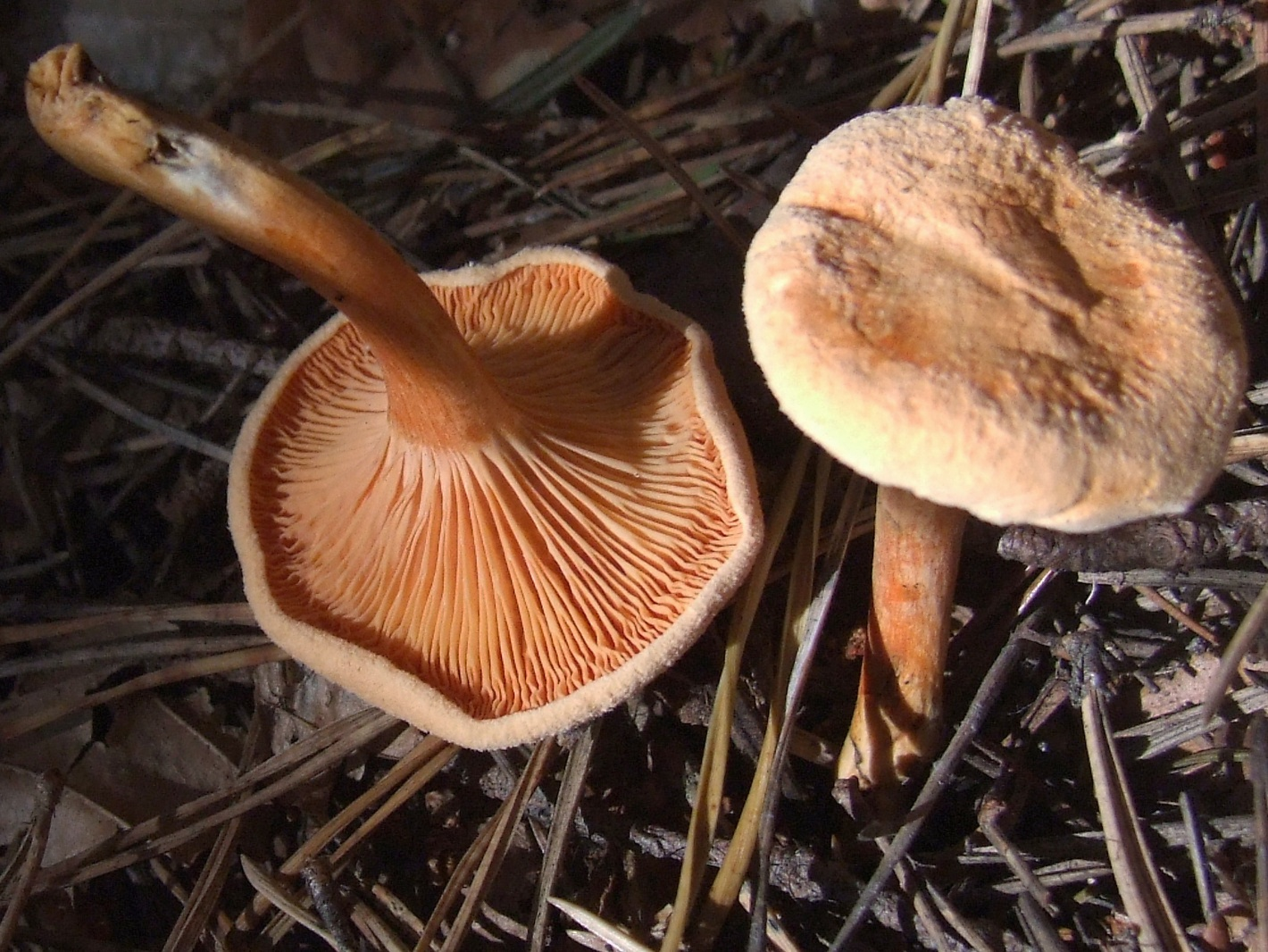
Hygrophoropsis aurantiaca

## Valorificare
Cantharellus ferrugineus este o ciupercă foarte gustoasă și abundentă. Buretele poate fi preparat ca gălbiorul.
Decolorarea maronie/ruginii la această specie este normală. Dacă însă apare la alte specii Cantharellus, este în mare parte un proces de putrezire a ciupercii. De aceea, trebuie efectuat întotdeauna un test de miros. Nu trebuie să miroasă pământesc în nicio circumstanță. Zonele maronie trebuie îndepărtate. 